# 佐伯市立蒲江翔南中学校
佐伯市立蒲江翔南学園（さいきしりつ かまえしょうなんがくえん）は、大分県佐伯市蒲江地区にある公立中学校で、2017年から小中一貫教育を行っている。

## 概要
旧・南海部郡蒲江町にあった中学校5校を統合して、蒲江高等学校跡地に2002年（平成14年）4月1日に開校。
- 生徒数 223名 （2009年2月1日時点）

### 校歌
- 作詞 - 島田陽子
- 作曲 - 岩河三郎

## 沿革
- 2000年12月22日 - 校名を蒲江翔南中学校に決定。
- 2001年4月1日 - 河内中学校を蒲江中学校に統合。
- 2001年12月6日 - 校章･校歌および制服決定。
- 2002年3月31日 - 上入津中学校･下入津中学校･蒲江中学校･名護屋中学校閉校。
- 2002年4月1日 - 蒲江町立蒲江翔南中学校として開校。
  - 同日 - 校訓制定。
- 2002年5月17日 - 開校記念式典挙行（蒲江町出身の御手洗冨士夫による記念講演開催）。
- 2003年2月10日 - 相撲場完成。
- 2005年3月3日 - 旧佐伯市等との新設合併に伴い佐伯市立蒲江翔南中学校に改称。
- 2017年4月1日 - 佐伯市立蒲江翔南小学校が開校、併設される。施設一体型の小中一貫校蒲江翔南学園の一部となる[1]。

## 通学区域
- 佐伯市
  - 旧蒲江町全域

生徒の通学のために5台のスクールバスを運行している。